# Chefe do Executivo de Hong Kong
O Chefe do Executivo de Hong Kong é o Chefe do Governo e o dirigente máximo da Região administrativa especial (RAE) de Hong Kong da República Popular da China. Α atual chefe do Poder Executivo é John Lee Ka-chiu, que foi eleito depois de vencer por sufrágio indirecto nas eleições no dia 8 de maio de 2022. 

## Eleição
Desde 2010, o Chefe do Executivo é seleccionado por um Comité de Eleição, que é um tipo de colégio eleitoral constituído por 1 200 membros eleitos por pessoas individuais e/ou colectivas (ex: empresas, associações ou organizações locais) que pertencem ou representam os interesses de quatro sectores funcionais (Lei Básica, Anexo I):
- Sectores industriais, comerciais e financeiros;
- Sectores profissionais;
- Trabalho, serviços sociais, religiosos e outros sectores;
- Membros do Conselho Legislativo, representantes de membros dos Conselhos de Distritos, representantes do Heung Yee Kuk, deputados de Hong Kong ao Congresso Nacional do Povo e representantes dos membros honcongueses do Comité Nacional da Conferência Consultiva Política do Povo Chinês.

Cada sector, circunscrição ou eleitorado funcional elege 300 membros para o Comité de Eleição. Após ser seleccionado tem que ser aceite e oficialmente nomeado pelo Governo Popular Central chinês, em Pequim. A maioria dos eleitores funcionais são pró-Pequim, pró-Governo e pró-elites locais.
O actual método de eleição do Chefe do Executivo, por sufrágio indirecto, pretende ser apenas transitório, porque o artigo 45º da Lei Básica de Hong Kong afirma constitucionalmente que o objetivo final é a eleição do Chefe do Executivo por sufrágio universal, cujos candidatos devem ser previamente nomeados por um comité amplamente representativo, de acordo com procedimentos democráticos.